# زنان آمریکایی در جنگ جهانی دوم
زنان آمریکایی در جنگ جهانی دوم درگیر بسیاری از وظایفی شدند که قبلاً به ندرت انجام می‌دادند. از آنجایی که جنگ در مقیاسی بی‌سابقه در کل جهان بود، بسیج فوری کل جمعیت، گسترش نقش زنان را اجتناب‌ناپذیر کرد. خدمات آن‌ها از طریق روش‌های مختلف، از جمله پوسترها و سایر تبلیغات چاپی، و همچنین آهنگ‌های پرطرفدار به‌کار گرفته شد. در میان نمادین‌ترین تصاویر، تصاویری بود که " رزی پرچ کن " را به تصویر می‌کشید، یک کارگر زن کارخانه که کارهایی را انجام می‌داد که قبلاً کار مردانه محسوب می‌شد.
حضور زنان در نیروی کار آمریکا نسبت به آنچه در طول جنگ جهانی اول رخ داده بود، گسترش یافت. آن‌ها تسلیحات حمل می‌کردند، یا برخی دیگر کامیون می‌راندند یا پشتیبانی لجستیکی برای سربازان فراهم می‌کردند. با این حال، بسیاری هم در مزارع کار می‌کردند. زنان همچنین به میزان قابل توجهی در ارتش و به عنوان پرستار در خط مقدم خدمت می‌کردند.
در طول جنگ جهانی دوم، تقریباً ۳۵۰۰۰۰ زن آمریکایی در نیروهای مسلح خدمت کردند. ۵۴۳ نفر در حوادث مربوط به جنگ جان خود را از دست دادند، از جمله ۱۶ نفر در اثر آتش دشمن. این اتفاق در حالی رخ داد که رهبران سیاسی و نظامی ایالات متحده تصمیم گرفته بودند از زنان در جنگ استفاده نکنند زیرا از افکار عمومی می‌ترسیدند. با این حال، تا سال ۱۹۴۸، سرانجام با تصویب قانون ادغام خدمات مسلحانه زنان در سال ۱۹۴۸، زنان به عنوان بخشی دائمی از نیروهای مسلح ایالات متحده شناخته شدند.

## کمک زنان غیرنظامی به ارتش

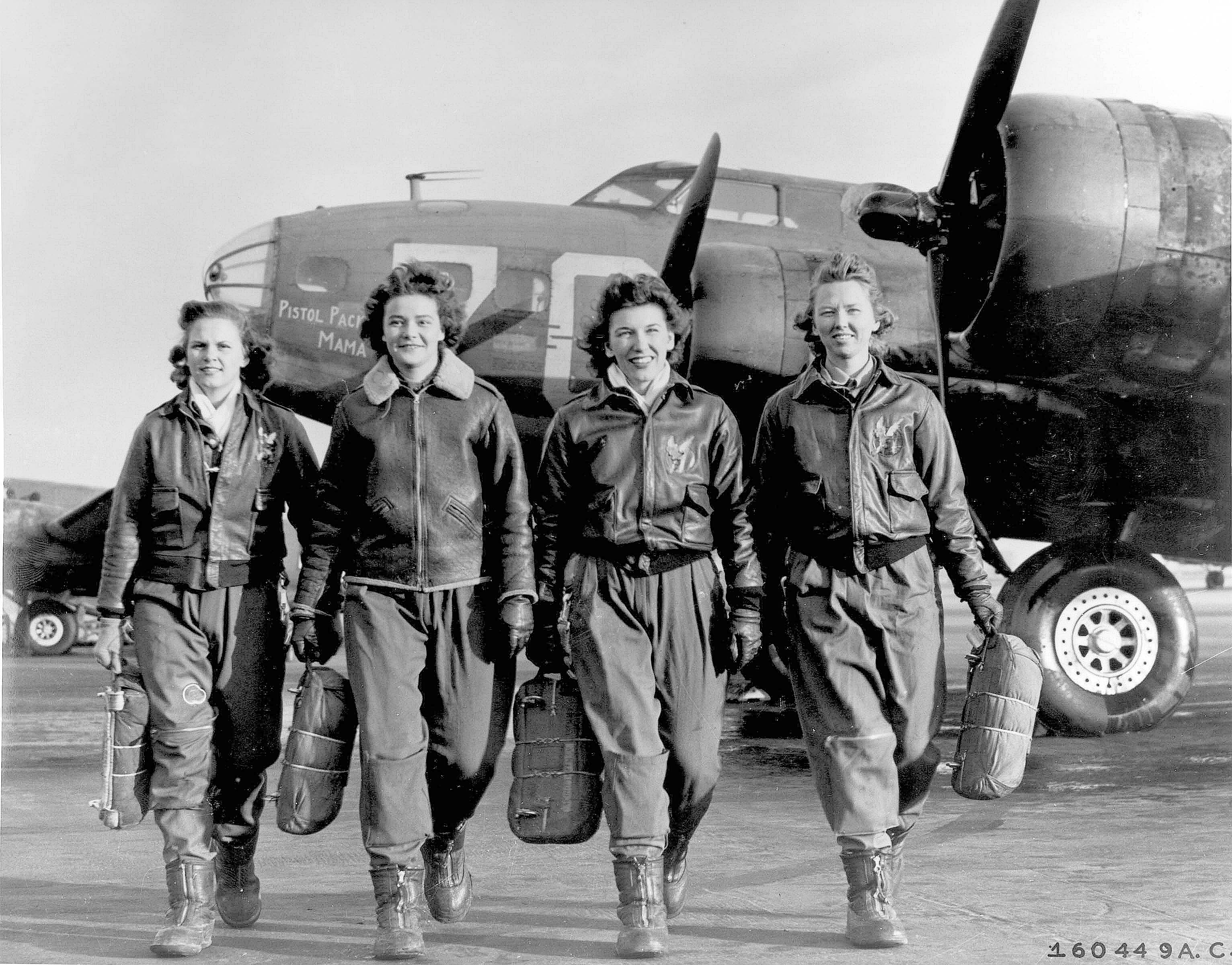
زنان خلبان خدمات نیروی هوایی، با هواپیماهای جنگی از کارخانه‌ها به پایگاه‌های ایالات متحده می‌رفتند.

زنان خلبان خدمات نیروی هوایی (WAP) غیرنظامیانی بودند که در مأموریت‌های ایالتی پرواز می‌کردند و عمدتاً در صورت نیاز به خلبانان مرد برای امور جنگی، هواپیماها را از یک مکان به مکان دیگر می‌بردند. در سپتامبر ۱۹۴۲، ژنرال هنری اچ آرنولد موافقت کرد که دو واحد از زنان خلبان تشکیل دهد که به پرواز هواپیما در ایالات متحده کمک کنند. آنها اسکادران کمکی زنان (WAFS) به رهبری نانسی هارکنس لاو و گروه آموزش پرواز زنان (WFTD) به رهبری ژاکلین کوکران بودند. این دو گروه در سال ۱۹۴۳ برای ایجاد زنان خلبان خدمات نیروی هوایی (WAP) ادغام شدند. بیش از ۱۰۷۴ نفر از این خلبانان ماهر، اولین زنانی بودند که با هواپیماهای نظامی آمریکایی پرواز کردند و از فرودگاه‌های ۱۲۶ پایگاه در سراسر ایالات متحده بلند شدند تا ۵۰ درصد از هواپیماهای جنگی را در طول جنگ را به صورت لجستیکی جابجا کنند. زنان خلبان خدمات نیروی هوایی(WAP) در سال ۱۹۴۴ زمانی که خلبانان جنگی بازگشته از جنگ، وظایف را به عهده گرفتند، منحل شد. تعداد ۳۸ نفر از اسکادران کمکی زنان در تصادف جان باختند. زنان خلبان خدمات نیروی هوایی با عنوان اختصاری WAP در سال ۱۹۷۷ دارای جایگاهی در ارتش به نام کهنه سرباز شد و در سال ۲۰۰۹ به این عنوان مدال طلای کنگره را اهدا شد. پدافند هوایی زنان نیز گروهی مشابه بود که در هاوایی فعالیت می‌کرد.
زنان همچنین به عنوان جاسوس برای دفتر خدمات استراتژیک (آژانس اطلاعاتی ایالات متحده) خدمت می‌کردند. از ۴۵۰۰ زن که توسط دفتر خدمات استراتژیک (OSS) به عنوان منشی، مأمور عملیات، رمزشکن و مأمور مخفی استخدام شدند، ۱۵۰۰ نفر در خارج از کشور کار می‌کردند. یکی از مشهورترین آنها، کلر فیلیپس از پورتلند بود که یک حلقه مخفی تحت پوشش کلاب تسوباکی (یک کاباره محبوب بین افسران ژاپنی مستقر در مانیل) را اداره می‌کرد. او که به دلیل قاچاق اطلاعات در سینه بند خود، لقب «جیب بلند» را به خود اختصاص داده بود، غذا، دارو و سایر لوازم مورد نیاز را هم به زندانیان فیلیپین می‌فرستاد. یکی دیگر از افراد مشهور این دسته، الیزابت تورپ پک بود که از اغواگری برای استخراج اطلاعات استفاده می‌کرد و بیشتر به خاطر کمک به دستیابی به اولین ماشین انیگما شهرت داشت. ویرجینیا هال که توسط گشتاپو به عنوان «خطرناک‌ترین جاسوس بیگانه» شناخته می‌شد، برای جاسوسی از نیروهای آلمانی خود را به عنوان یک شیر دوش در فرانسه مبدل کرده بود.
در سال ۲۰۱۷، سدی او. هورتون، که در جنگ جهانی دوم در یک کشتی دریایی بازرگانی ایالات متحده کار می‌کرد، پس از مرگ به دلیل خدمات دوران جنگ خود، نشان رسمی لیاقت را دریافت کرد و اولین زن کهنه سرباز تفنگدار جنگ جهانی دوم شد.
زنان ایالات متحده همچنین انواع بسیاری از خدمات غیرنظامی را در سازمان‌هایی مانند صلیب سرخ آمریکا و سازمان‌های خدمات متحد (USO) انجام دادند. ۱۹ میلیون زن آمریکایی، نه تنها در کارخانه‌های تولید تسلیحات جنگی، بلکه در حمل و نقل، کشاورزی و کارهای اداری جایگاه نیروهای کاری را پر کردند. در طول جنگ جهانی دوم زنان زیادی برای کمک به دولت فدرال پیوستند. زنان داوطلب با کاشت باغ‌های میوه، کنسرو کردن محصولات، فروش اوراق قرضه جنگی، اهدای خون، نگهداری کالاهای مورد نیاز و ارسال بسته‌های مراقبتی، به جنگ کمک می‌کردند.
تا پایان جنگ جهانی اول، بیست و چهار درصد از کارگران کارخانه‌های هوانوردی، که عمدتاً در امتداد سواحل ایالات متحده مستقر بودند، زن بودند، و با این حال، این درصد به راحتی در آغاز جنگ جهانی دوم پیشی گرفت. مری اندرسون، مدیر دفتر زنان، در ژانویه ۱۹۴۲ گزارش داد که حدود ۲٬۸۰۰٬۰۰۰ زن «اکنون مشغول کار جنگی هستند و انتظار می‌رود که تعداد آنها تا پایان سال جاری دو برابر شود».
مهارت‌هایی که زنان از طریق کارهای روزانه خود به دست آورده بودند، برای دستیابی به مجموعه مهارت‌های جدید در حوزه جنگ بسیار مفید بود. از آنجایی که مردانی که معمولاً مشاغل خاصی را انجام می‌دادند در جنگ بودند، زنان سعی کردند جای خالی آنها را پر کنند. به عنوان مثال، پدیده فرهنگی " رزی پرچ کن " پرچ کردن را به یکی از شناخته شده‌ترین مشاغل تبدیل کرد. کارشناسان حدس می‌زنند که زنان در پرچ کردن بسیار موفق بودند، زیرا بسیار شبیه به خیاطی (مجموعه و دوختن لباس) بود. با این حال، پرچ کردن تنها یکی از بسیاری از مشاغلی بود که زنان همزمان با توسعه صنعت هوانوردی در حال یادگیری و تسلط بر آن بودند. همان‌طور که گلن مارتین، یکی از بنیانگذاران مارتین ماریتا، به یک خبرنگار گفت: «ما زنانی داریم که در طراحی هواپیماهای ما در بخش‌های مهندسی، ساخت آنها در خط تولید، [و] تقریباً هر نوع ماشین‌آلات قابل تصور، کمک می‌کنند.».

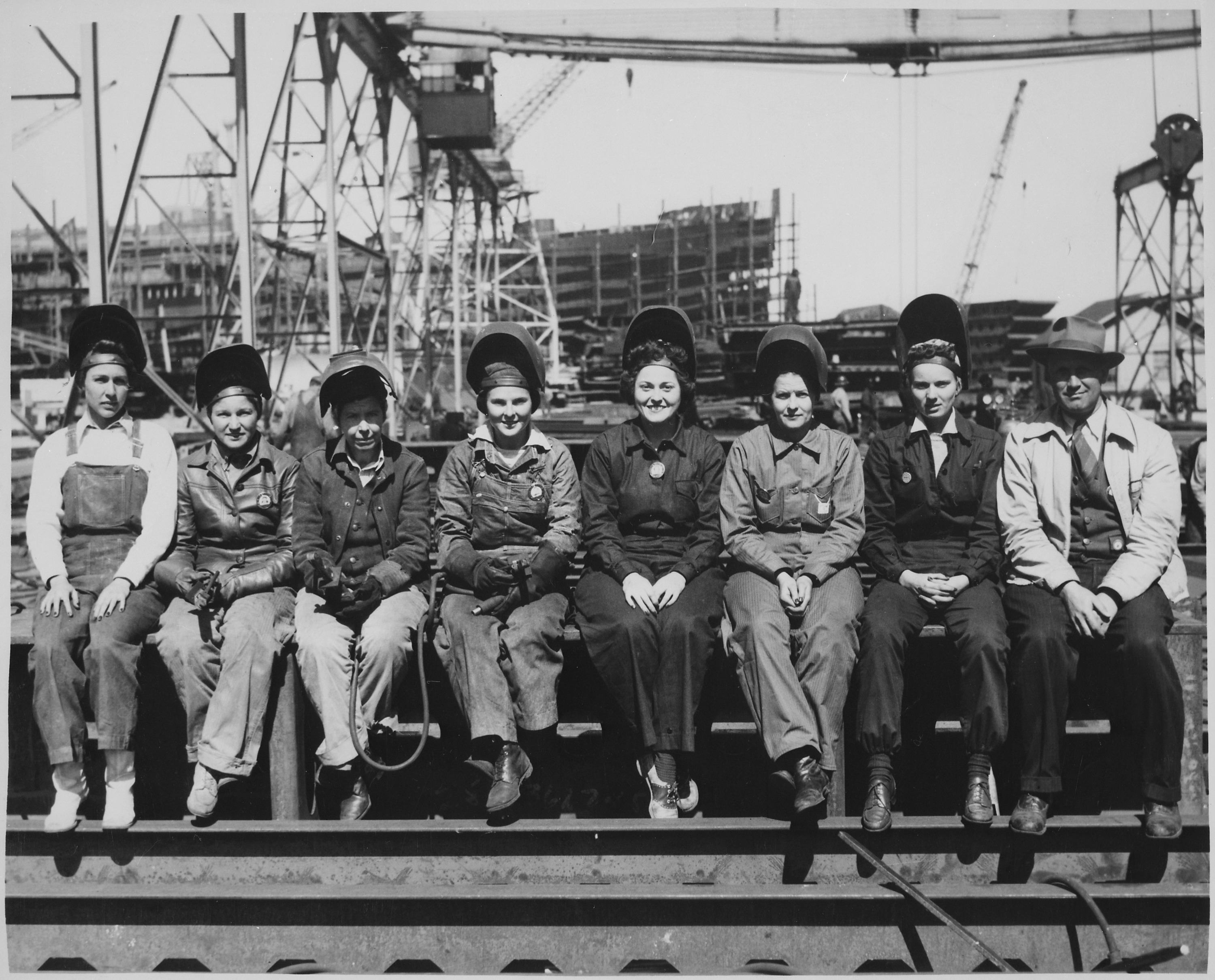
جوشکاران زن در پاسکاگولا، می‌سی‌سی‌پی، ۱۹۴۳

برخی از زنان در واقع مشاغل سنتی‌تری مانند دوخت اثاثیه یا لوازم داخلی هواپیما یا رنگ آمیزی رادیوم با اندازه‌های کوچک را انتخاب می‌کردند تا خلبانان بتوانند صفحه تجهیزات را در تاریکی ببینند. و با این حال، بسیاری از زنان ماجراجو‌تر، پرس‌های هیدرولیک عظیمی را انتخاب کردند که قطعات فلزی را برش می‌داد و همچنین برخی دیگر هم جرثقیل‌های حمل قطعات حجیم هواپیما از یک سر کارخانه به سر دیگر را می‌راندند. آنها حتی بازرسان پرواز زن داشتند تا اطمینان حاصل کنند که تنظیمات لازم قبل از پرواز هواپیماها به جنگ صحیح انجام شده باشد. اکثر هواپیماهایی که آنها ساختند یا بمب افکن‌های بزرگ بودند یا جنگنده‌های کوچک.
اگرچه اکثر آمریکایی‌ها تمایلی به اجازه دادن زنان به مشاغل سنتی مردانه نداشتند، زنان ثابت کردند که نه تنها می‌توانند این کار را انجام دهند، بلکه در برخی موارد، آن را بهتر از همتایان مرد خود انجام می‌دهند. به عنوان مثال، زنان به‌طور کلی توجه بیشتری به جزئیات داشتند. وزارت کار ایالات متحده بیان می‌کند که هنگام بررسی تعداد سوراخ‌های حفر شده در روز در صنعت هواپیماسازی، یک مرد روزانه ۶۵۰ سوراخ حفر می‌کند در حالی که یک زن روزانه ۱۰۰۰ سوراخ ایجاد می‌کند.
از دیگر صنایعی که زنان وارد آن شدند، صنایع فلزی، فولاد، کشتی سازی و خودروسازی بود. زنان همچنین در کارخانه‌هایی کار می‌کردند که در آن بمب، سلاح و هواپیما ساخته می‌شد.

## زنان در ارتش

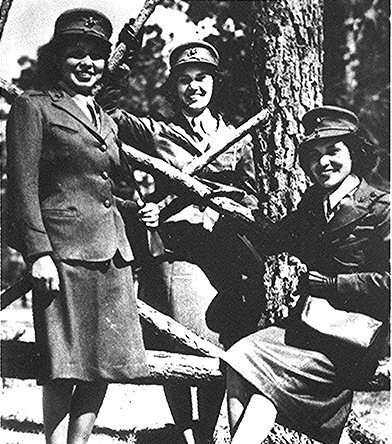
چندتا از پزشکان زن آمریکایی در پشت جبهه

گارد ساحلی اولین گروه از زنان غیرنظامی خود را برای خدمت در منشی و منشی در سال ۱۹۴۱ استخدام کرد. سپس در سال ۱۹۴۲ یک سازمان به نام زنان ذخیره گارد ساحلی ایالات متحده (SPARs) (با شعار همیشه آماده) تأسیس کرد. دوروتی استراتون به عنوان اولین سرباز این گروه، از نیروی دریایی به آنجا منتقل شد تا به عنوان مدیر زنان ذخیره گارد ساحلی ایالات متحده (SPARs) خدمت کند. اولین پنج زن آفریقایی-آمریکایی در سال ۱۹۴۵ وارد این گروه شدند: اولیویا هوکر، دی وینیفرد برد، جولیا موزلی، ایوان کامبربچ و آیلین کوک. این گروه در تمامی ایالت‌های بندری ایجاد شدند و در طول جنگ جهانی دوم به عنوان انباردار، منشی، عکاس، همکار داروساز، آشپز و در بسیاری از مشاغل دیگر خدمت می‌کردند. بیش از ۱۱۰۰۰زن در طول جنگ جهانی دوم در این گروه خدمت کردند.